# Filip Gravenfors
Filip Karl Gravenfors, född den 2 oktober 2004, är en svensk freestyleskidåkare.
Han debuterade i världscupen 2020 och har totalt tagit 11 placeringar. Vid 2025 tog han en fjärdeplats i puckelpist.